# Michael McClure

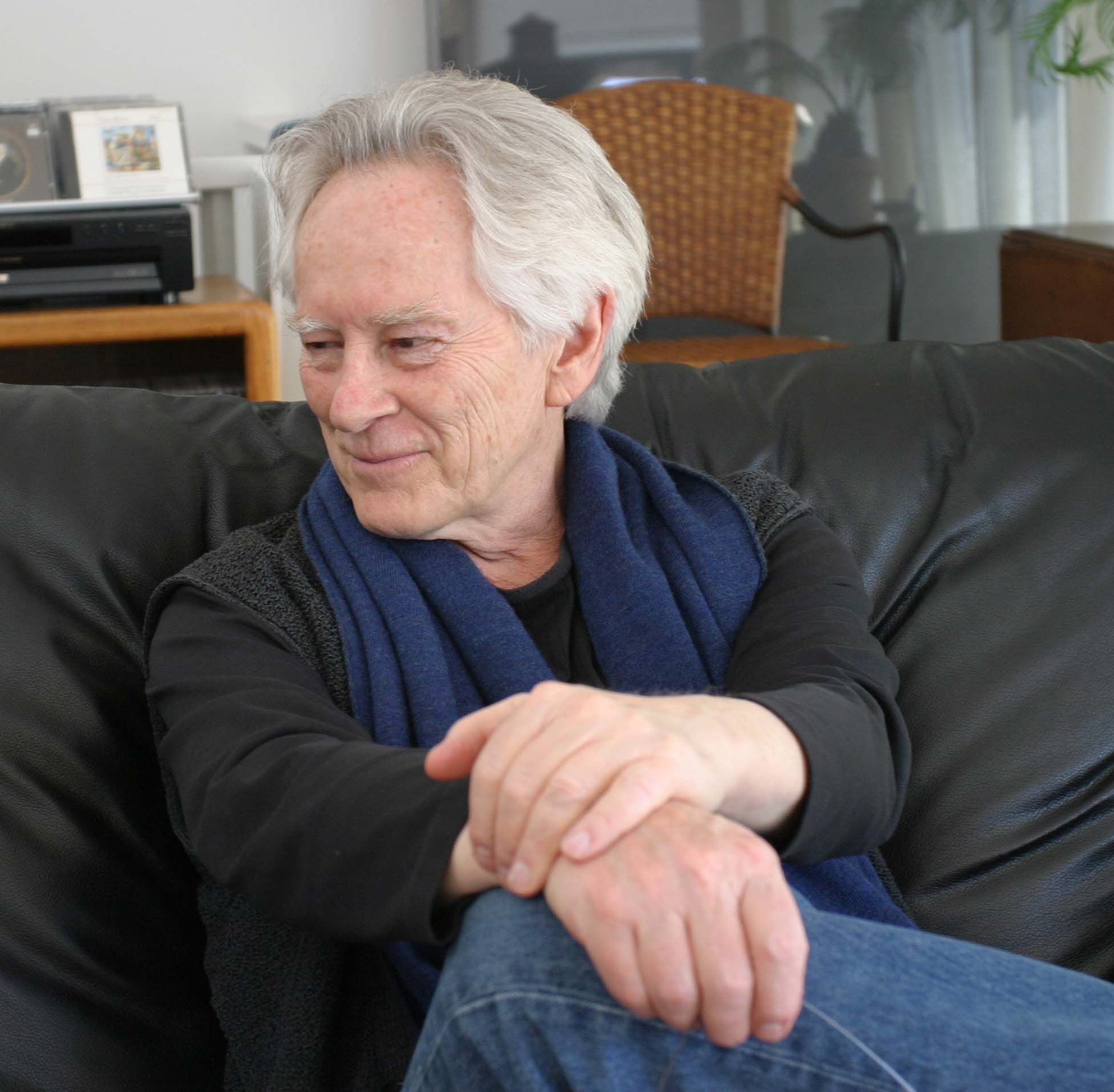
Michael McClure in 2004

Michael McClure (Marysville (Kansas), 20 oktober 1932 – Oakland (Californië), 4 mei 2020) was een Amerikaans dichter, toneelschrijver en essayist. 

## Loopbaan
In zijn jeugd ontwikkelde hij grote belangstelling voor de natuur en het lag logischerwijs in de verwachting dat hij natuurkundige zou worden. Het liep echter anders. Nadat hij naar San Francisco was verhuisd begon hij zich te interesseren voor poëzie en kwam in contact met de zich toen ontwikkelende literaire beweging Beat Generation.
In 1955 was hij een van de dichters die hun werk voordroegen in de Six Gallery. Het was een belangrijk evenement voor vijf onbekende dichters die zo hun werk bekend konden maken en in 1956 werd McClures eerste poëziebundel - met de titel Passage - gepubliceerd. 
In de jaren 1960 werd McClure een belangrijke figuur in de wereld van de Beats en bracht veel tijd door in de nabijheid van de zich toen hippie noemende jongeren. McClure was bevriend met Jim Morrison. Tijdens de Summer of Love speelde hij poëtische muziek op zijn autoharp in Haight Astbury en trad op met Allen Ginsberg en Gary Snyder op de Human Be-in in Golden Gate Park (San Francisco). In dezelfde periode schreef hij de tekst waarop Janis Joplins lied "Oh Lord, Won't You Buy Me a Mercedes Benz" is gebaseerd.
De belangstelling voor de natuur was echter bij McClure niet verloren gegaan. Nog steeds was de poëzie van McClure doordrongen van de idee dat de mens zich moet realiseren dat hij een dier is. Er ligt een dierlijk bewustzijn ten grondslag aan de mens. In het begin van de jaren 1990 trad hij samen met de voormalige toetsenist van The Doors, Ray Manzarek op die hem begeleidde terwijl McClure voordroeg uit zijn werk.
Michael McClure overleed in 2020 op 87-jarige leeftijd aan de gevolgen van een beroerte die hij een jaar eerder had.